# Gasontlading
Gasontlading is de ionisatie van een gas waar een elektrische stroom doorheen loopt. Het gas ioniseert tot een plasma, waardoor de geleidbaarheid van het gas vele malen groter wordt. De vrije elektronen worden in het elektrisch veld dat de gasontlading in stand houdt, versneld en bereiken hoge energieniveaus. Het gas wordt geïoniseerd door botsingen van de elektronen met atomen en/of moleculen. Deze ionisatie kan in sprongen plaats vinden. Voortdurend wordt de elektrische toestand van het gas weer opgeheven dat gepaard gaat met het uitzenden van licht. In het schillenmodel van atomen wordt dit voorgesteld als het weer opnemen van elektronen in een schil waardoor energie vrijkomt in de vorm van licht. Vaak als zichtbaar licht, maar ook als uv. Bliksem geeft vooral zichtbaar licht.

## Starten van een gasontlading
Om een gasontlading op gang te brengen is een hoge elektrische veldsterkte nodig. De altijd aanwezige kleine aantallen geladen deeltjes, bijvoorbeeld ten gevolge van natuurlijke radioactiviteit, worden dan zodanig versneld dat ze voldoende energie krijgen om moleculen in het gas te ioniseren. Daardoor ontstaan er behalve positief geladen ionen ook vrije elektronen. De elektronen kunnen door hun kleine massa, en omdat ze door hun kleine afmeting minder kans lopen ergens tegen aan te botsen, zeer sterk versneld worden voordat ze weer tegen een atoom of molecuul botsen, en een nieuw ion-elektron paar genereren. Als de veldsterkte voldoende hoog is, ontstaat doorslag, een lawine-effect waarbij steeds meer elektronen en ionen gevormd worden, en kan in de boogontlading een zeer hoge stroomdichtheid worden bereikt.
De hoge elektrische veldsterkte nodig voor het starten van de gasontlading kan worden bereikt door middel van een hoge elektrische spanning (bijvoorbeeld met behulp van een bobine voor de bougies van een auto, of een voorschakelapparaat in een tl-armatuur), of door een kleine afstand tussen de elektroden waartussen de ontlading plaatsvindt (bij elektrisch lassen).
Als de doorslag eenmaal heeft plaatsgevonden zal de spanning over de boog meestal sterk dalen, waardoor de stroomsterkte sterk zal toenemen, tenzij er een externe stroombegrenzing is.

## In stand houden van een gasontlading
Omdat alle positief geladen deeltjes (de ionen) zich naar de negatieve pool (de kathode) van de gasontlading begeven en de negatief geladen elektronen naar de positieve pool (de anode), zouden uiteindelijk alle geladen deeltjes verdwijnen. Voor continue ontladingsprocessen zoals in gasontladingslampen, moeten er daarom voortdurend geladen deeltjes vanuit ten minste een van de polen geleverd worden. Meestal zijn dit elektronen, die uit de kathode worden getrokken door elektronen-emissie, waarbij elektronen uit het metaal van de elektrode kunnen ontsnappen door de elektrische veldsterkte. Dit ontsnappen gaat gemakkelijker als de elektronen een hogere snelheid hebben in het metaal, en dat is het geval als het metaal een hoge temperatuur heeft. Verder kunnen er zogenaamde emitter-materialen op de elektroden worden aangebracht, waardoor meer elektronen bij relatief lage temperatuur uit het metaal naar het gas kunnen ontsnappen. Het verband tussen elektrodetemperatuur en het aantal elektronen dat uit de elektrode kan worden onttrokken wordt gegeven door de Richardson-Dushman vergelijking.
Door het sneeuwbaleffect bij een boogontlading, waarbij voortdurend nieuwe ionen en elektronen gevormd worden is bij een continu verlopende gasontlading een externe stroombegrenzing nodig, bijvoorbeeld in de vorm van een voorschakelapparaat. Er stelt zich dan een evenwichtssituatie in, waarbij de ionisatiegraad van het gas constant blijft.

## Vorm van de ontladingsboog
De gasontlading concentreert zich meestal in een ontladingskanaal met vrij kleine diameter, zoals we bij de bliksem kunnen zien. Dit gebeurt ook in gasontladingslampen.

## Paschen-curve

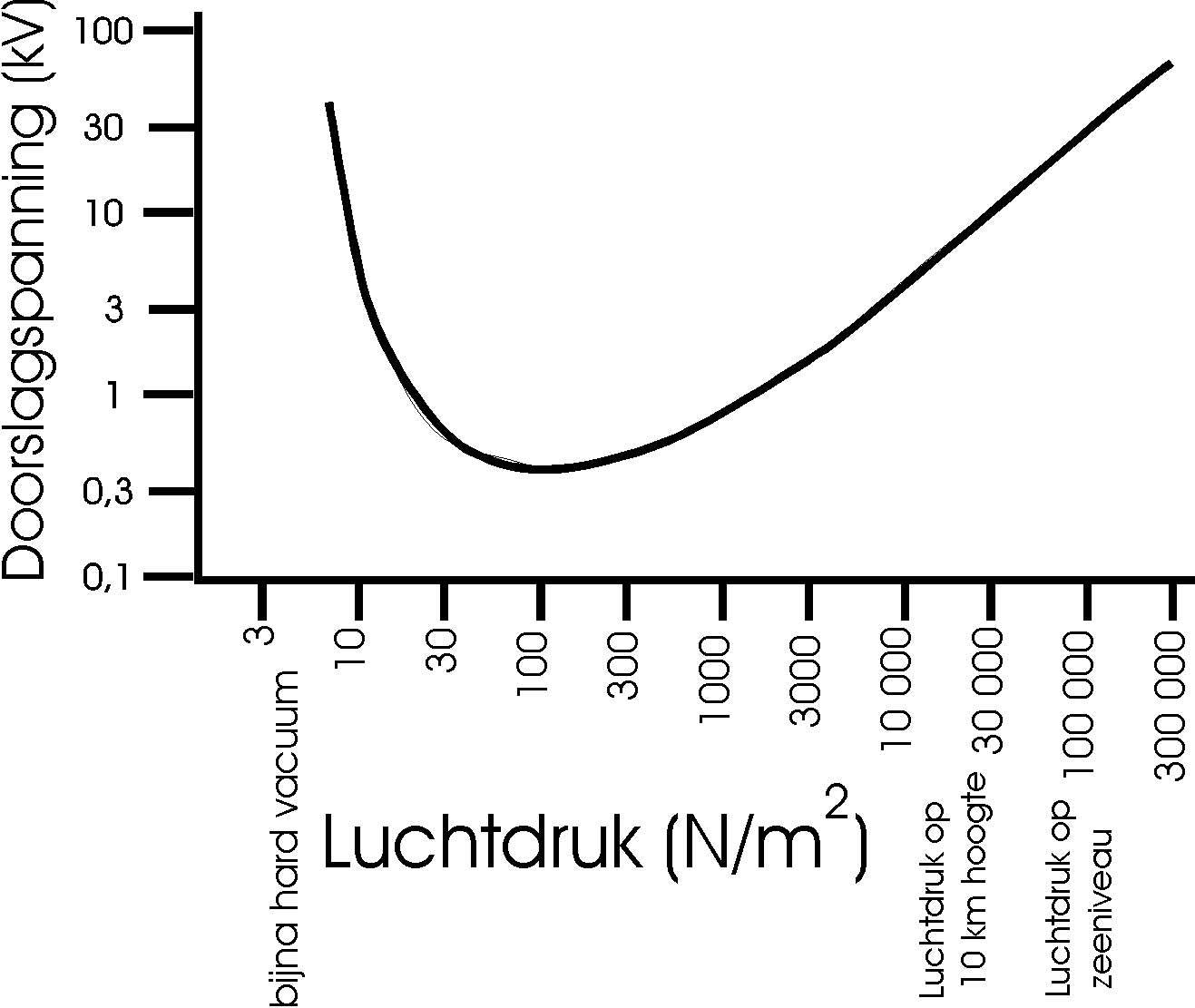
Paschen curve: Doorslagspanning in lucht tussen bolvormige elektroden op 1 cm afstand

De Duitse natuurkundige Friedrich Paschen heeft in de negentiende eeuw bepaald wat de doorslagspanning in lucht is als functie van de luchtdruk. Er treedt een minimum doorslagspanning op rond 100 N/m2. De verklaring hiervoor is dat bij zeer lage luchtdruk, de botsingskans van elektronen met gasmoleculen sterk afneemt, omdat er maar heel weinig gasmoleculen zijn. Bij hoge luchtdruk is de gemiddelde vrije weglengte tussen botsingen van de elektronen met atomen of moleculen erg kort. Met een vrije weglengte {\displaystyle l} (in m) en een elektrische veldsterkte {\displaystyle E} (in V/m) krijgen de elektronen een energie {\displaystyle W=q\cdot E\cdot l}. Met dfe keuze {\displaystyle e} als de eenheid van lading, moet voor {\displaystyle q} de waarde 1 ingevuld worden en krijgt {\displaystyle W} als eenheid elektronvolt.
Om in dat korte stukje weglengte bij hoge druk toch voldoende energie te krijgen voor de ionisatie van atomen of moleculen (meer dan 10 eV) moet de elektrische veldsterkte {\displaystyle E} dan veel hoger worden. De paschen-curve heeft consequenties voor bijvoorbeeld radarapparatuur in vliegtuigen en apparatuur in ruimtevaartuigen. Als een van de bolvormige elektroden in het experiment van Paschen wordt vervangen door een elektrisch geleidende naald met een scherpe punt, zal de doorslag al bij een veel lagere spanning optreden, omdat bij de scherpe punt de veldsterkte sterk verhoogd is.

## Wat meer details
Soorten botsingen, waar geladen deeltjes bij betrokken zijn:
- Elektron met hoge energie botst tegen atoom of elektron: ioniserende botsing, er ontstaan een extra elektron en een nieuw ion. Grootteorde van de energie 10 eV.
- Elektron met wat minder energie botst tegen atoom, molecuul of ion: er ontstaat een aangeslagen toestand van atoom, molecuul of ion (zeldzaam bij ionen, maar kan wel), elektronen vallen na enige tijd terug onder uitzending van een foton (elektromagnetisch straling). Grootteorde van de energie 1 à 5 eV.
- Elektron en ion recombineren tot een neutraal deeltje: atoom of molecuul. Dit komt meestal weinig voor. Wel kunnen elektronen in een ontladingsbuis op de binnenwand daarvan terechtkomen. Daardoor worden ook ionen aangetrokken, die uiteindelijk weer met de elektronen recombineren tot neutrale deeltjes.
- Elektron of ion botst tegen atoom, ion of molecuul en wordt afgebogen, maar verder gebeurt er niets: elastische botsing
- Bij onweer ontstaat in lucht ook ozon. Verder worden er negatieve ionen gevormd. Deze zijn altijd in lucht aanwezig, evenals een zekere fractie positieve ionen. Ook deze deeltjes zullen in een gasontlading in lucht een rol spelen.
- Elektronen of ionen botsen tegen elektrode. Afhankelijk van de omstandigheden (elektrodemateriaal, energie van de elektronen en ionen) kan verandering van het elektrode-oppervlak optreden (slijtage). Bij elektrisch lassen is dit een gewenst effect, bij gasontladingsbuizen voor verlichtingsdoeleinden (bijvoorbeeld TL buis) is dit ongewenst en wordt door juiste keuze van materialen zo veel mogelijk vermeden. De positieve ionen, die op de kathode terechtkomen worden daar geneutraliseerd door elektronen. Ze kunnen ook een extra (secundair) elektron uit de kathode vrijmaken.

Er worden verschillende soorten gasontladingen onderscheiden. Direct na de ontsteking vindt een zogenaamde Townsend-ontlading plaats. In de meeste gevallen daarna een zogenaamde glimontlading (Engels: glow discharge). Die vorm van ontlading vindt bijvoorbeeld in de neonbuisjes, die in een spanningszoeker zitten, plaats. Bij grote stromen gaat de ontlading over in een boogontlading (Engels: arc discharge). Zie voor meer details de externe links 1, 3 en 4.

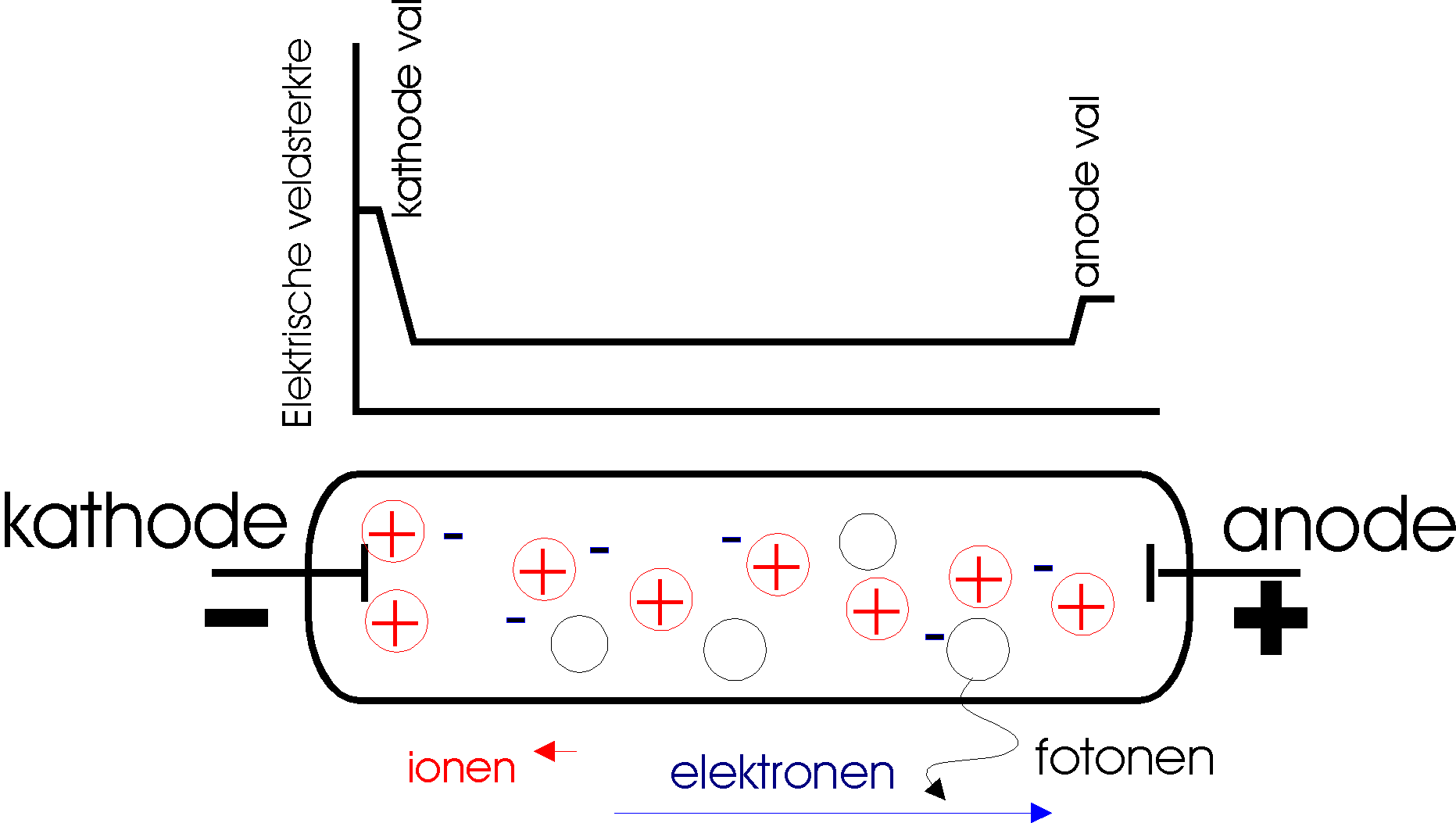
Schematische voorstelling van gasontlading in een ontladingsbuis

De geleiding in de boogontlading vindt eigenlijk alleen door elektronen plaats. Typische snelheid van elektronen in een gasontlading is 106 m/sec. De ionen bewegen zich meer dan 100 keer zo langzaam. In een gelijkspanningsboogontlading vindt direct bij de kathode vermenigvuldiging van de elektronen, die uit de kathode uittreden, plaats. De elektrische veldsterkte is hier relatief hoog, zodat elektronen telkens na een botsing met een atoom of molecuul zo sterk versneld worden dat de kans op een ioniserende botsing relatief groot is, waarbij extra elektronen ontstaan. De daarbij ontstane ionen keren direct naar de kathode terug. De spanningsval die hiervoor bij de kathode nodig is, is de kathodeval. De ionen die terugkeren naar de kathode warmen deze extra op, doordat ze in het elektrisch veld een relatief grote energie krijgen. Elektronen kunnen uit de kathode gemakkelijk naar de ionen oversteken om ze te neutraliseren, ze hoeven niet echt uit te treden. Tevens wordt het uittreden van vrije elektronen vergemakkelijkt door de aanwezigheid van ionen op het kathodeoppervlak.
Het grootste deel van de ontlading bestaat uit de zogenaamde positieve zuil. Hierin bevindt zich ongeveer evenveel positieve lading in de vorm van ionen als negatieve lading (de elektronen). Daardoor wordt de onderling afstotende werking van de elektronen door ruimtelading, die zou ontstaan als er alleen negatief geladen elektronen zouden zijn, tegengegaan: er is maar een relatief kleine elektrische veldsterkte nodig om de elektronen in beweging te houden. Doordat de elektronen meer dan 100 keer zo snel bewegen als de ionen hoeven er maar relatief weinig ionen per tijdseenheid “aangemaakt” te worden. (Denk aan een weg waar auto's op gelijke afstand rijden, in één richting 1 km/uur (de positieve ionen), en in de andere richting 100 km/uur (de elektronen).) Recombinatie van ionen en elektronen wordt gecompenseerd door generatie van nieuwe ion-elektronenparen door ioniserende botsingen. Bij de anode treedt de anodeval op, een wat hogere veldsterkte waarin de benodigde ionen gegenereerd worden. De op de anode landende elektronen warmen deze ook wat op door hun kinetische energie.
Bij grotere ontladingsstromen zijn er meer elektronen en ionen in de boog aanwezig, waardoor de effectieve weerstand van de boog daalt. Bij dezelfde elektrische veldsterkte gaat er dan meer stroom lopen.

## Voorbeelden van gasontladingen
- Bliksem
- Elektronenflitsbuis. Hierbij wordt een geladen condensator ontladen door het xenongas in de flitsbuis. De ontlading wordt gestart door een zeer hoge spanningspuls op een derde ontsteekelektrode aan de buitenkant van de flitsbuis te zetten.
- Elektrisch lassen
- Gasontladingslampen, zoals fluorescentielampen (tl-buizen), natriumlampen, kwiklampen en metaal-halide lampen. Deze lampen worden bijna altijd met een wisselspanning gevoed. Daarbij wisselt voor elk van de elektroden de functie van anode en kathode met de netfrequentie van 50 Hz of met een veel hogere frequentie (vaak tussen 20 en 100 kHz) als een elektronisch voorschakelapparaat wordt gebruikt.
- Neonlampen en nixiebuizen.
- Bougie bij verbrandingsmotoren.
- Vonken bij het openen van een schakelaar.